# Trilito

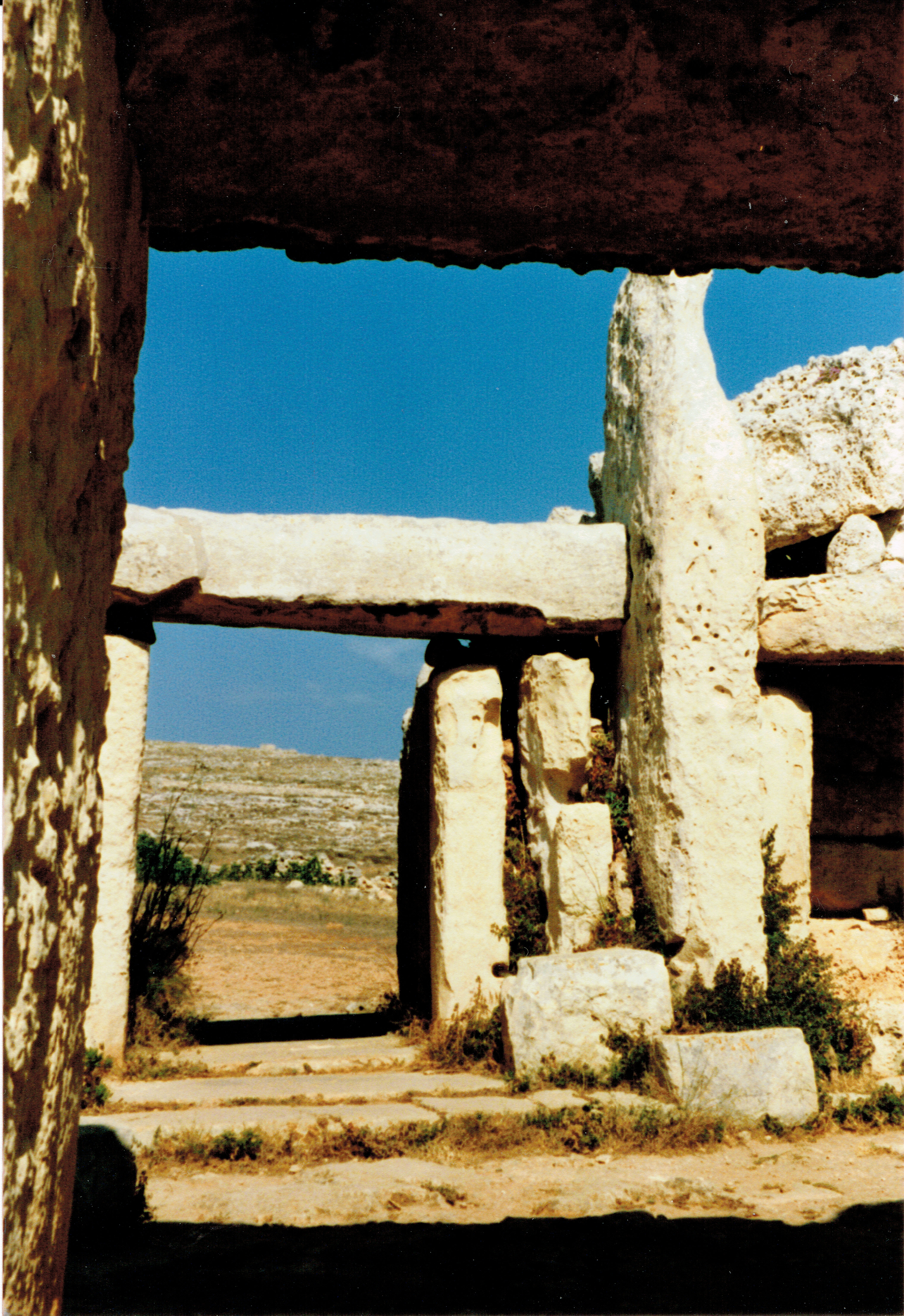
Entrada de trilito, templo de Mnajdra, Malta.

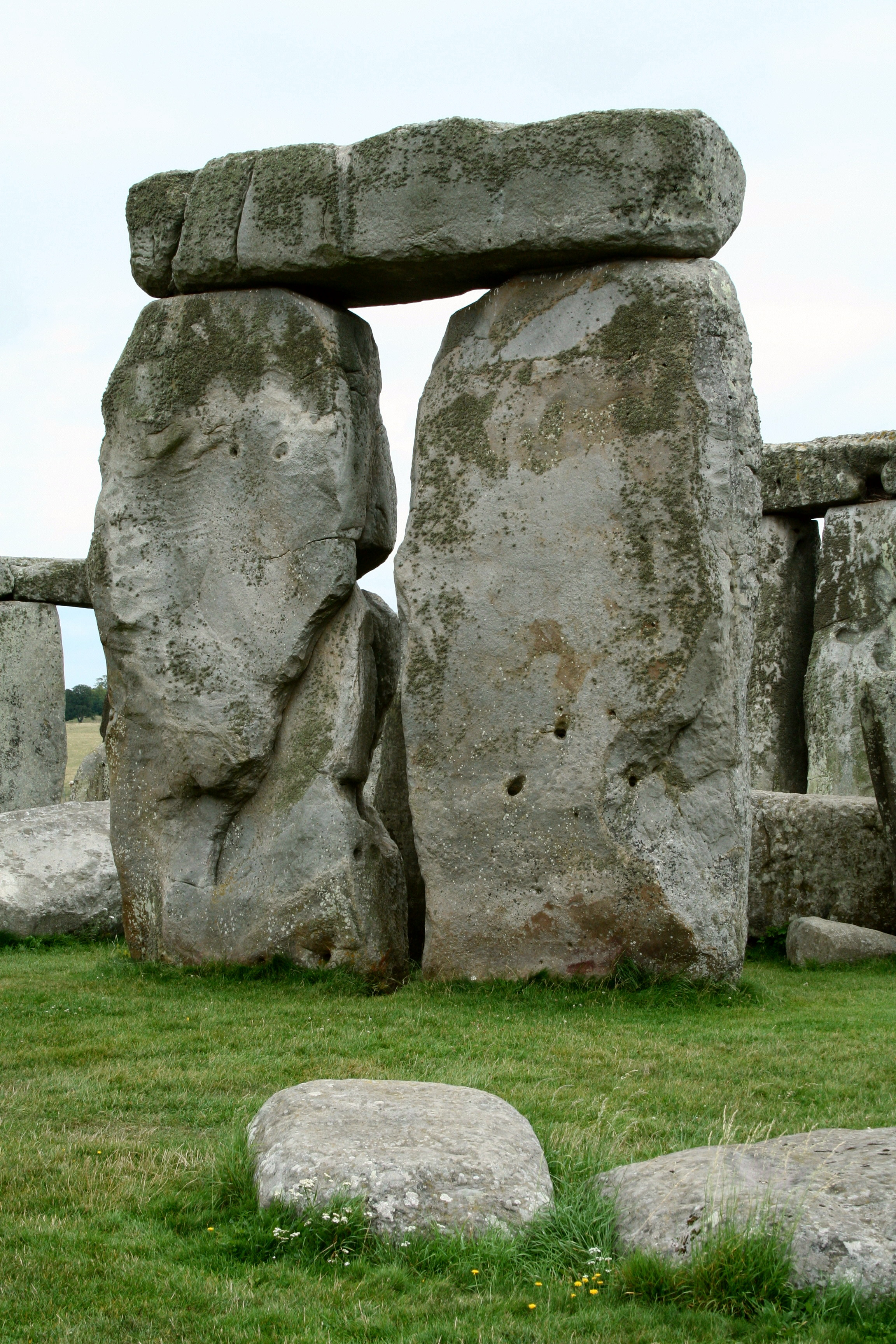
Trilito en Stonehenge

Un trilito es una construcción que consta de dos grandes piedras verticales (postes) que soportan una tercera piedra horizontalmente en la parte superior (dintel). Fueron utilizados comúnmente en el contexto de los monumentos megalíticos. Los trilitos más famosos son los de Stonehenge, en Inglaterra, y los que se encuentran en los templos megalíticos de Malta, que son Patrimonio de la Humanidad de la UNESCO.

## Etimología
La palabra trilithon deriva del griego (del griego: τρεῖς ‘treis y λίθος, lithos, piedra, tres piedras’) y fue utilizada por primera vez por William Stukeley.

## Baalbek

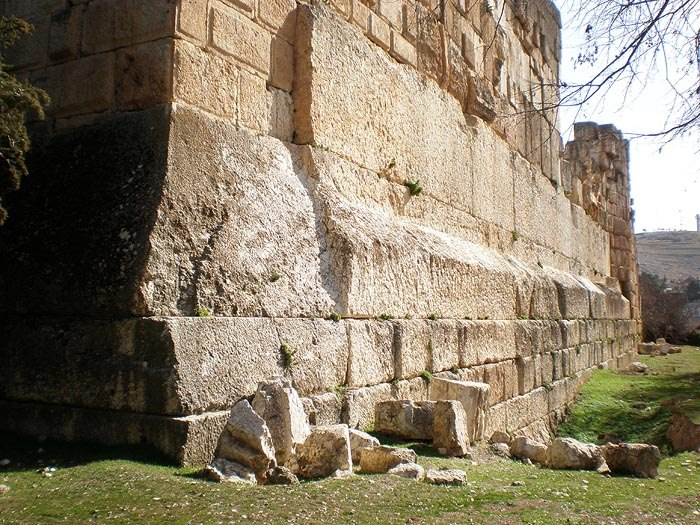
Los 3 bloques conocidas como trilitones en el templo de Júpiter Baal (Zeus heliopolitano) ,en Líbano

Un grupo de tres piedras gigantes que yacen horizontalmente, que forman parte del podio del templo de Júpiter (Baalbek), en Líbano, se denomina «Trilithon», aunque no se ajusta a la definición anterior. La ubicación de las construcciones megalíticas se encuentra en la cima de una colina en la región, conocida como Tel Baalbek. Numerosas expediciones arqueológicas han excavado el sitio desde el siglo XIX, principalmente grupos alemanes y franceses, y la investigación continuó hasta el siglo XX. Cada una de estas piedras tiene 19 metros de largo, 4.2 metros de alto, 3.6 metros de espesor y pesa alrededor 800 toneladas. La hilada de piedra de soporte bajo ellas presenta una serie de piedras que pesan aproximadamente 350 toneladas y tienen 11 metros de ancho.
En la cantera cercana, dos bloques de construcción romanos, conocidos como Piedra de la mujer embarazada y destinados al mismo podio, superan las 1000 toneladas. No se han utilizado desde su extracción en la antigüedad.

## Otros usos

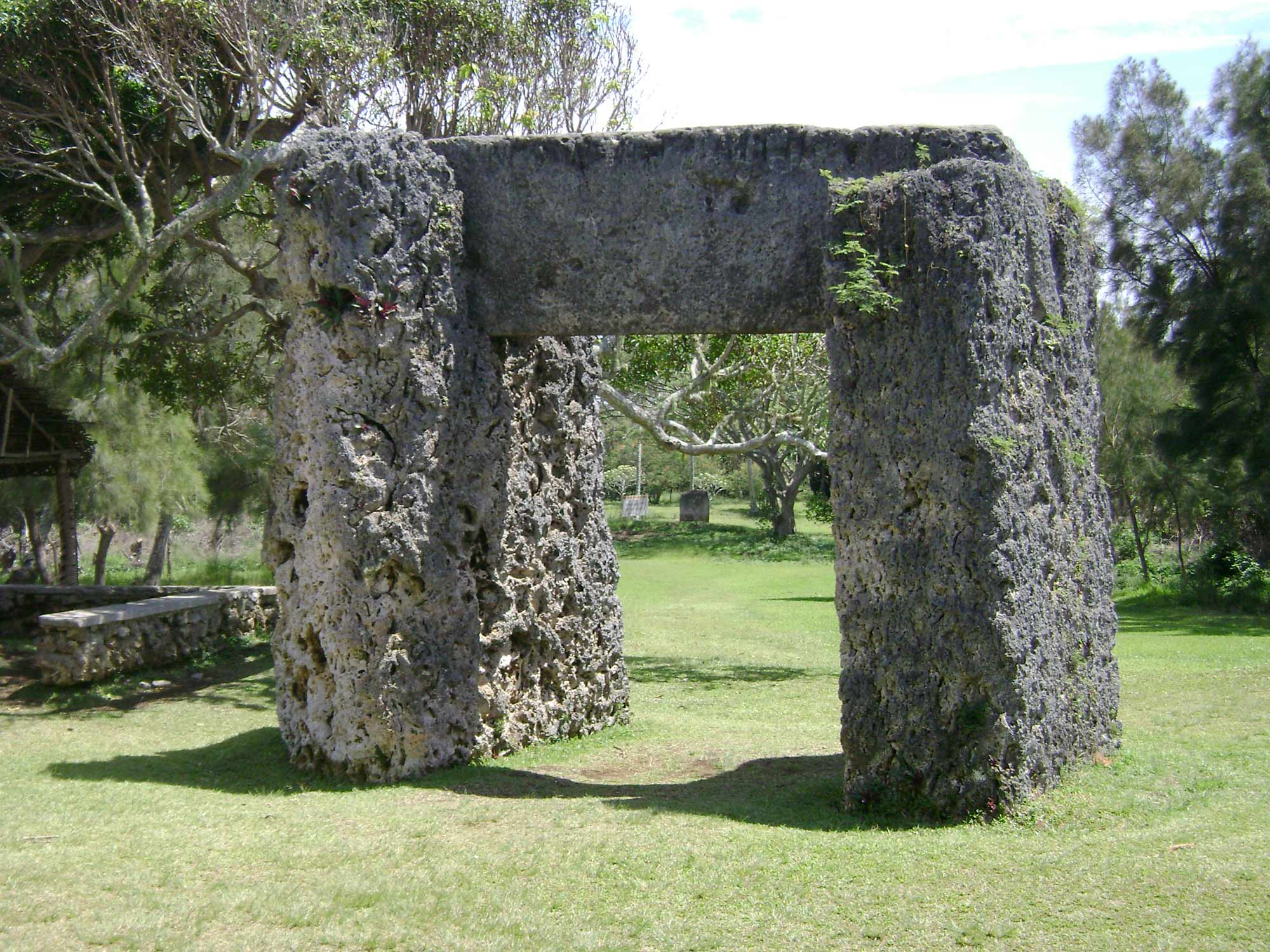
Trilito Ha'amonga'a Maui, con el trono de piedra Maka Faakinanga al fondo, en Tonga

El término también se aplica a los grupos de tres piedras en las tumbas Hunebed de los Países Bajos. Lejos de Europa y Oriente Medio, otro famoso trilito es el Haamonga Maui en Tonga, Polinesia.